# Houéyogbé
Houéyogbé est une commune et une ville du sud-ouest du Bénin, préfecture du département du Mono. Elle est traversée par la route nationale 2.
Elle a une superficie de 290km².

## Géographie
La commune de Houéyogbé est comprise entre 6°20’ et 6°40’ latitude Nord et 1°45’et 1°57’ longitude Est et est située à 83 km de Cotonou en allant vers l'ouest. Elle est limitée au Nord par la Commune de Lokossa, à l'Est par Bopa, au Sud par Comè, au Sud-ouest par Grand-Popo, et à l'Ouest par Athiémé. Elle a une superficie de 320 km² et est subdivisée en six arrondissements : Dahé, Doutou, Honhoué, Houéyogbé (chef-lieu), Sè, Zoungbonou. 
Le relief est constitué d'un ensemble d’ondulations tectoniques constituées de plateaux, de dépressions et de bassins versants. 
C'est un territoire où le réseau hydrographique est assez riche en cours et en plans d'eau d'importance secondaire : lac Toho, défluent du fleuve Mono, la Sazué, lagune de Hontoué, divers cours d’eau (Dati à Zounmè, Wogo à Logohoué, Dophé, Klouto, Tovio à Drè, Lowin et Koumadoda à Sohounmè). Le lac Toho, le plus grand de la commune, arrose les arrondissements de Doutou et de Zoungbonou et sert de frontières naturelles entre les communes de Houéyogbé, d'Athiémé et de Lokossa.
Le climat est de type Soudano-guinéen avec 2 saisons de pluie (mi-mars à mi-juillet et mi-septembre à mi-novembre) alternant avec 2 saisons sèches (mi-novembre à mi-mars et mi-juillet à mi-septembre).
La végétation est constituée de fourré arbustif dominé par le palmier à huile et quelques pieds de fromagers et la savane arbustive. Les espèces naturelles présentes sont le fromager, le baobab et autres espèces d’arbustes et des lianes. Quant à la faune, on y retrouve de petits ruminants, des oiseaux et des insectes.

## Population
Lors du recensement de 2013 (RGPH-4), la commune comptait 101 893 habitants[réf. nécessaire].

## Histoire
Créée conformément à l’article 1er de la loi N° 97- 028 du 15 janvier 1999 portant organisation de l’administration au Bénin, la Commune de Houéyogbé est une entité territoriale circonscrite dans un espace et marquée par un paysage.

## Économie
Les activités économiques de la Commune de Houéyogbé sont principalement : l'agriculture ; l'élevage de caprins, volaille, bovins, porcins ; l'exploitation forestière ; l'exploitation minière, grâce à la présence de carrières de sable et de graviers ; la pêche dans les arrondissements de Doutou, de Sè et de Zoungbonou grâce à la présence de plans d'eau ; le commerce et le tourisme.
Dans le domaine agricole, cinq variétés de sols permettent d'y mener une grande diversité de productions : maïs, arachide, haricot, piment, tomate, gombo, légumes, canne à sucre, manioc, patate douce, riz, ...
Par ailleurs, l'artisanat est aussi présent en l'occurrence, l'artisanat d'art. Par exemple, les femmes de l'arrondissement de Sè ont pu bâtir une réputation incontestable de potière et elles réalisent diverses formes de jarres, canaris et autres ustensiles de cuisine faites en terre cuite. 
Les ressources touristiques sont constituées de :
- la forêt sacrée et la place Gbéto Aya dans l’Arrondissement de Houéyogbé ; la forêt sacrée et le palais royal de Honhoué ;
- la forêt sacrée (Honhoui), le centre des métiers, le marché intercommunal (Houndo), l’hôtel pôle Nord, l’hôtel Victoria Palace et les lacs Wozo et Datti, la divinité Dougbasin dans l’arrondissement de Sè ;
- la tombe du Vénérable Sossa Guèdèhounguè[2]. Il fut l’un des plus hauts dignitaires du culte Vodoun que le Bénin a connu. Grand féticheur, aussi célèbre que vénéré, sa renommée dépasse les frontières du pays et s’est étendue jusqu’en Amérique du sud, en Haïti sans oublier les pays limitrophes comme le Nigéria, le Togo et le Ghana ;
- la tombe de l’administrateur colonial Paul Grange, la forêt Houansia à Gogohondji et les temples du vodoun dans l’arrondissement de Doutou.

## Culture et religion
Quand on aime la danse et le rythme, on peut se perdre dans le Zinli Gbété désormais finement promu par les artistes de Houéyogbé ; le Voogan,  le Zandro ou le Adjroé qui fait partie des premiers rythmes mis sur vinyle au Bénin. En tirant un peu vers le cultuel, on invitera à la transe avec le Heviosso hun ou du Kocou hun, rythmes liés aux divinités Hèviosso et Kocou. 
Les places publiques y sont majoritairement des places identitaires ou liées au culte d’une divinité. Cependant, à côté des Vodun Ogou, MamiWatta, le Hèviosso, Sakpata, etc, le Christianisme et l’Islam ont une place non négligeable au sein de la population. Le syncrétisme est aussi remarquable chez d’autres.

## Personnalités originaires de Houéyogbé

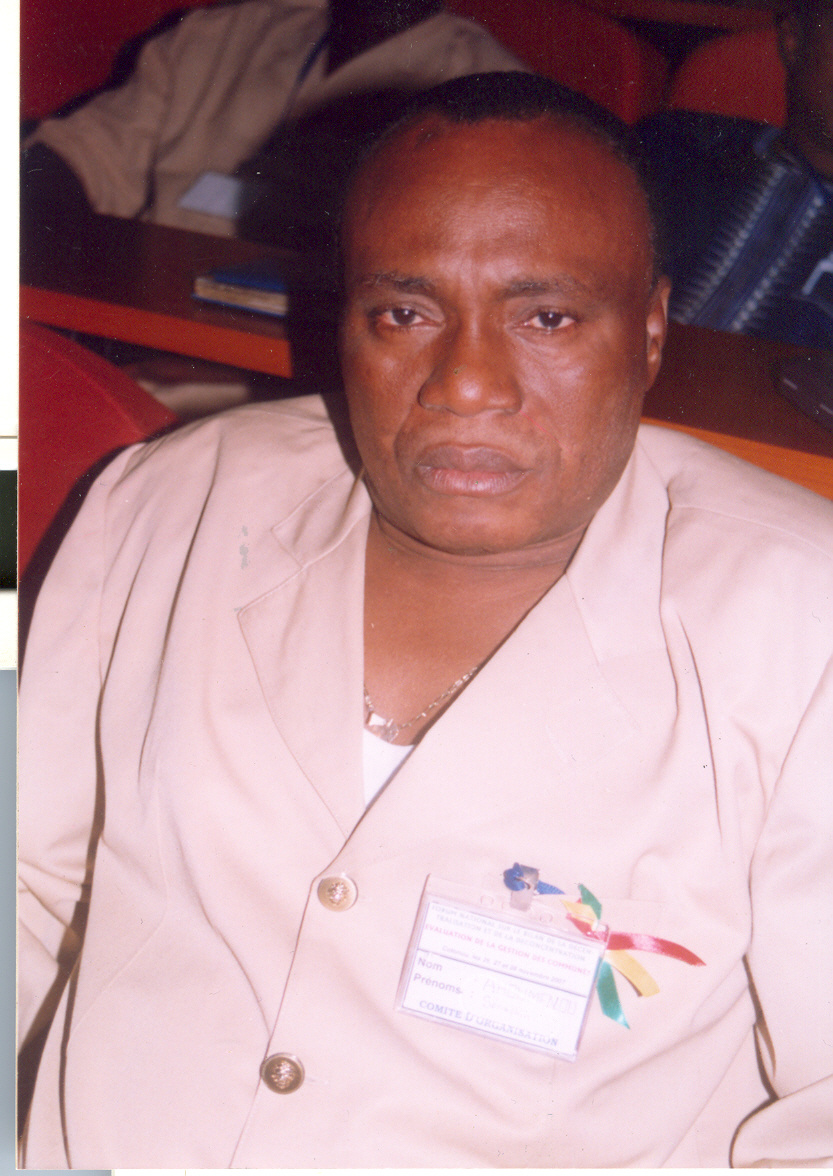
Ahoumènou Séraphin, ancien maire de Houéyogbé

De ce territoire actuellement dirigé par le Maire Cyriaque Domingo, sont montés des acteurs culturels comme les frères Guèdèounguè ainsi qu’une belle flopée de personnalités du monde politique comme Charles Djrèkpo, Daniel Gboka, Isidore Tossou, Théophile Soussia, Gilbert Cakpossa, Gaston Hounkpè, Pierre d'Alcantara Zocli (non-exhaustif) mais aussi l'historien Pierre Mètinhoué et de l'Ingénieur en Énergie Samuel Dotou.

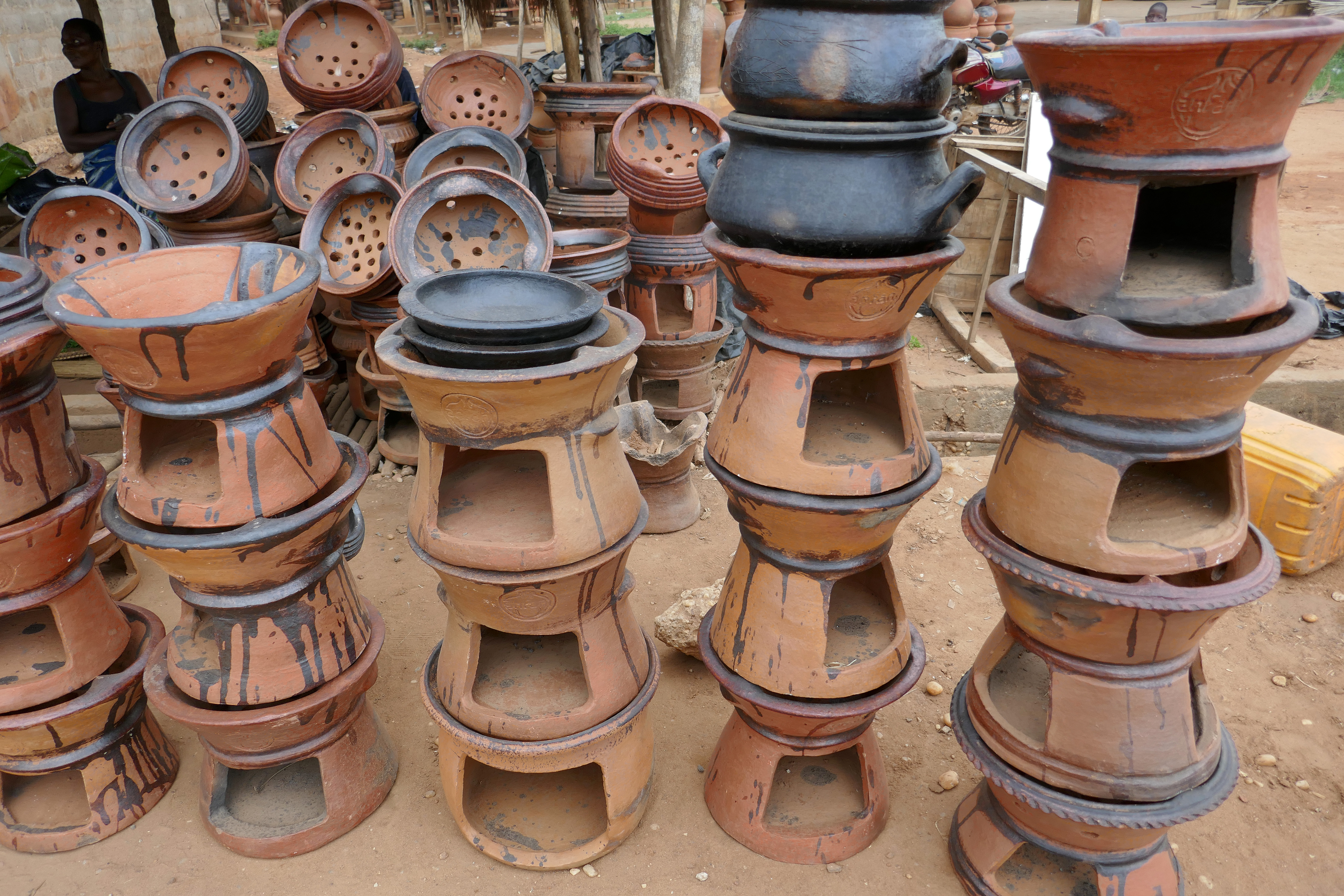
Poterie de Sè
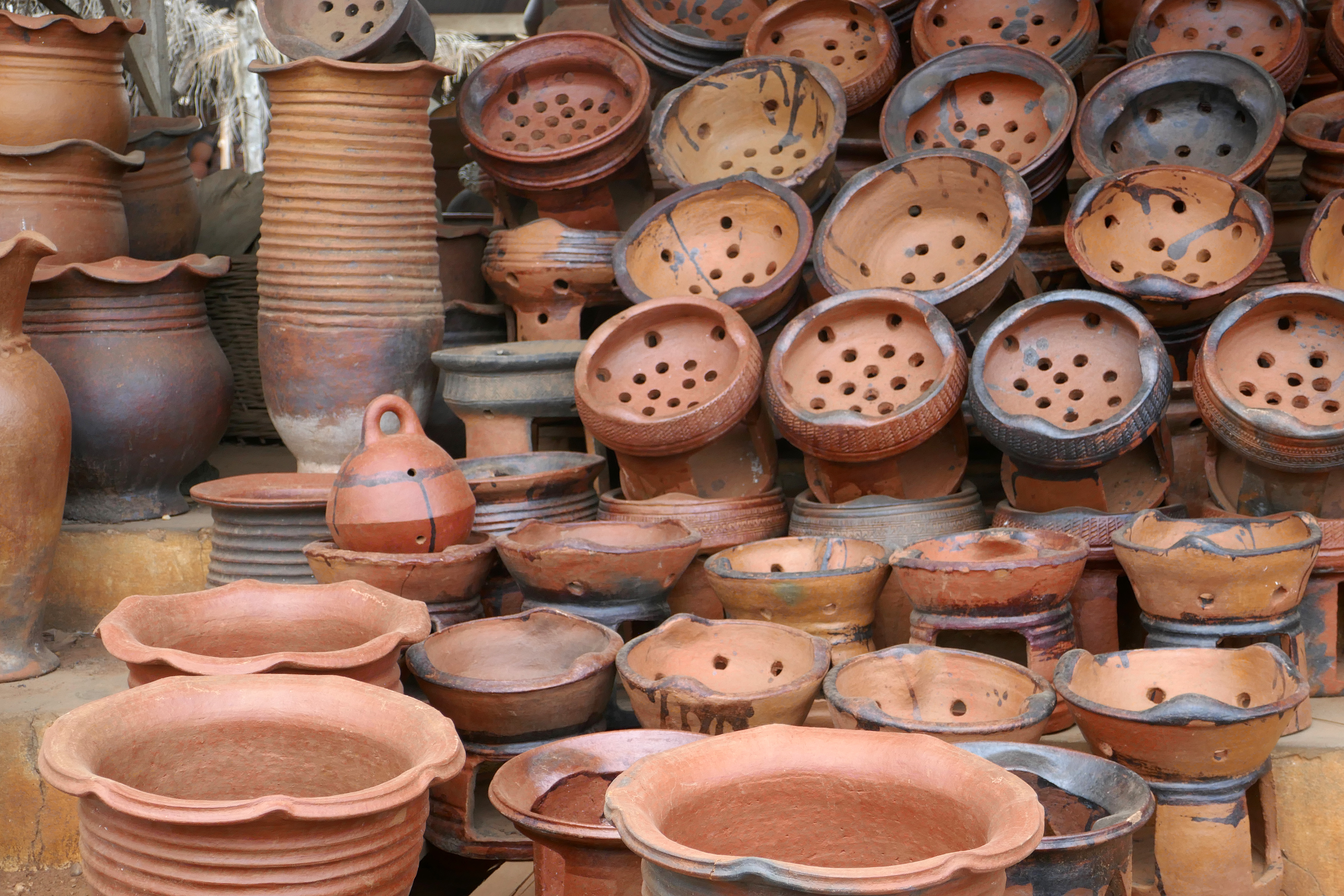
Poterie de Sè
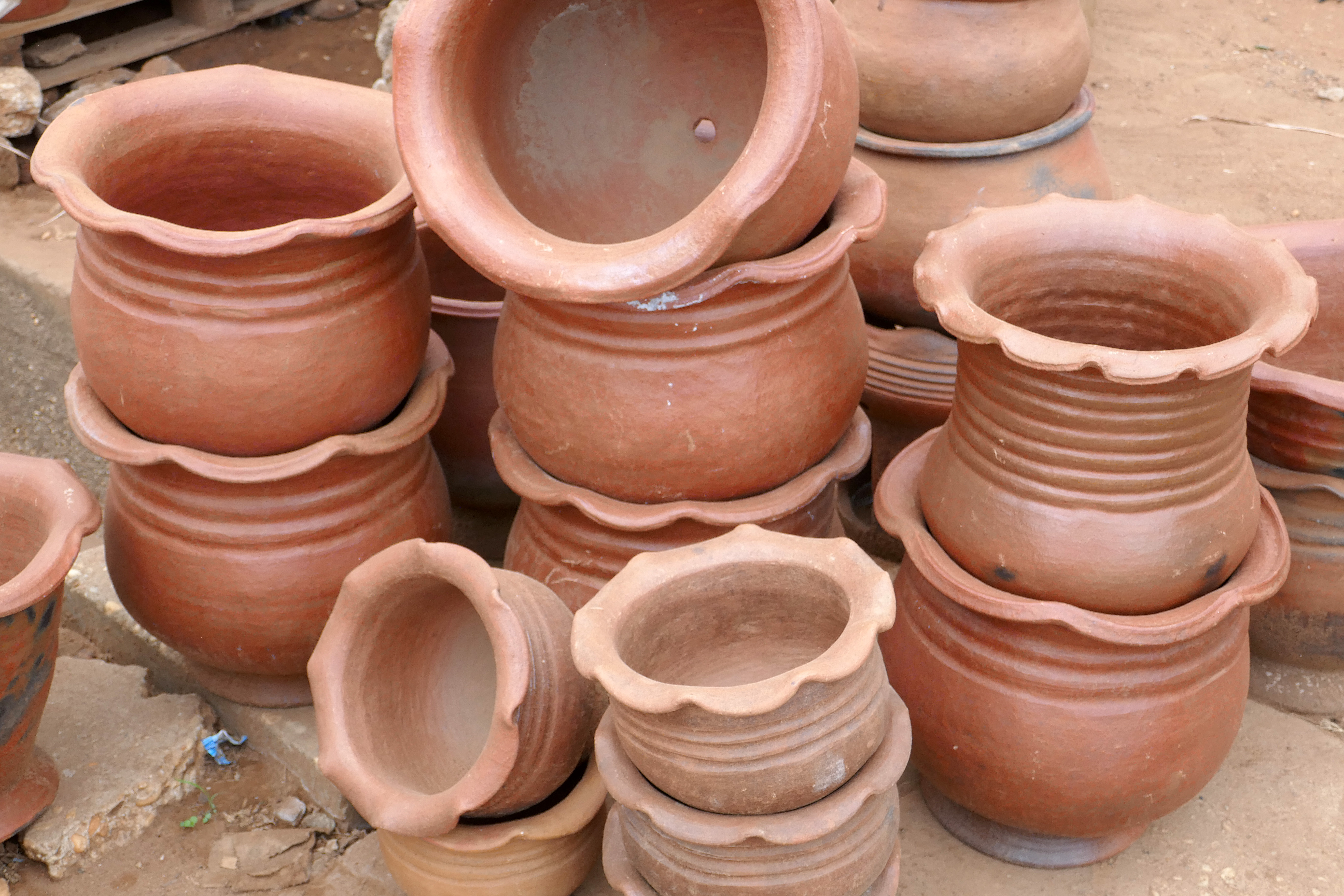
Pot de fleur en argile
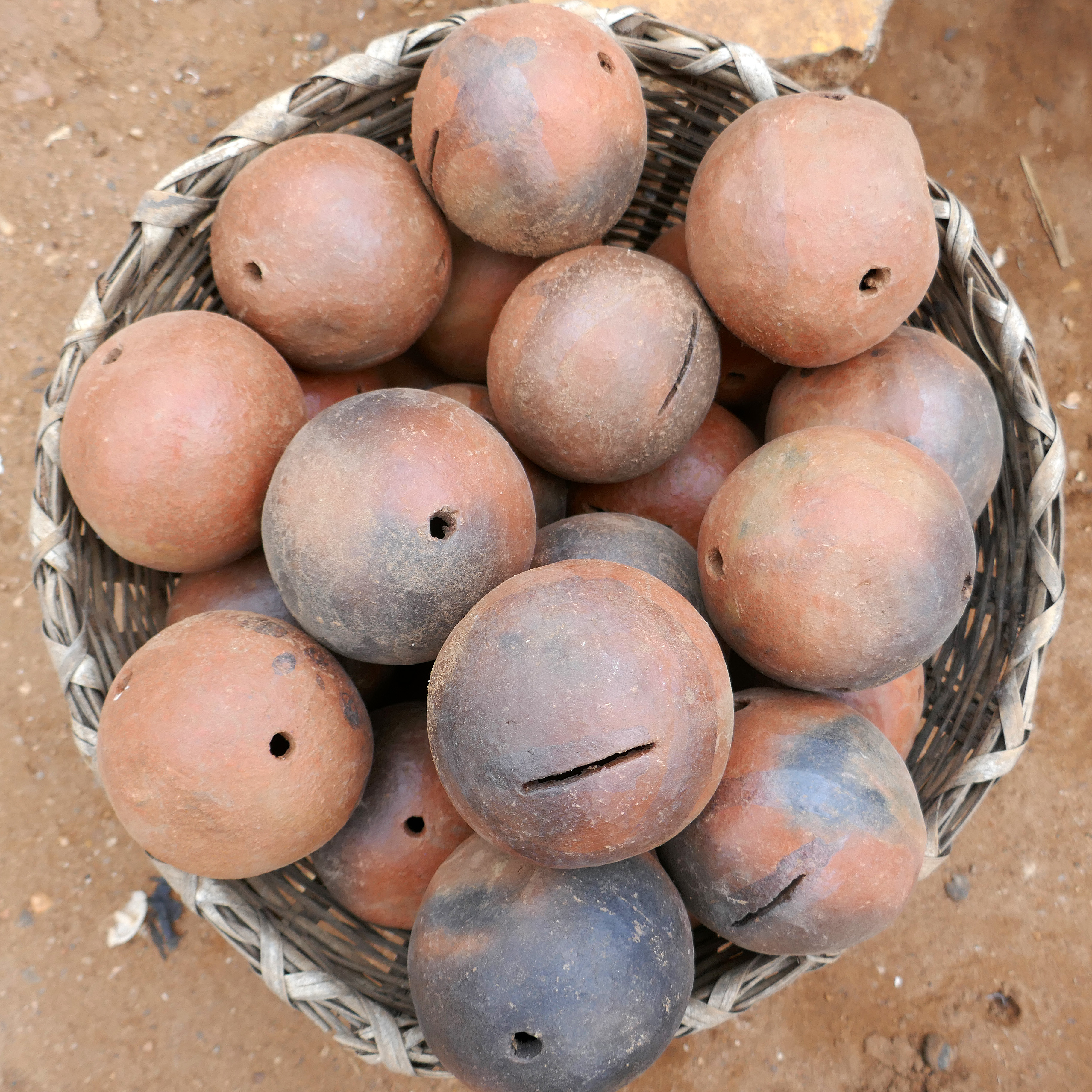
Poterie de Sè-Tirelires